# Challenge IAAF du lancer de marteau 2018
Navigation
Édition précédente Édition suivante
Le Challenge IAAF du lancer de marteau 2018 est la 9e édition du Challenge IAAF du lancer de marteau.
Organisé par l'IAAF, il désigne les meilleurs spécialistes de l'année 2018 dans la discipline du lancer de marteau. Le classement final est établi en totalisant les 3 meilleurs jets obtenus lors des différentes compétitions figurant au calendrier.
Pour la 6e fois en 9 éditions, le challenge se conclut par un doublé polonais : chez les femmes, la championne du monde et détentrice du record du monde Anita Włodarczyk remporte sa 6e victoire, tandis que chez les hommes, Wojciech Nowicki détrône son compatriote Pawel Fajdek et obtient son 1er titre.

## Calendrier
| Date             | Meeting                                 | Lieu              | Hommes/Femmes |
| ---------------- | --------------------------------------- | ----------------- | ------------- |
| 19 mai 2018      | Jamaica International Invitational      | Kingston          | F             |
| 20 mai 2018      | Seiko Golden Grand Prix                 | Osaka             | H             |
| 5 juin 2018      | Paavo Nurmi Games                       | Turku             | H             |
| 8 juin 2018      | Mémorial Janusz-Kusociński              | Chorzów           | H/F           |
| 12 juin 2018     | Golden Spike Ostrava                    | Ostrava           | F             |
| 22 juin 2018     | Meeting de Madrid                       | Madrid            | F             |
| 29 juin 2018     | P-T-S Meeting                           | Šamorín           | H             |
| 1-2 juillet 2018 | Mémorial István-Gyulai                  | Székesfehérvár    | H/F           |
| 8 juillet 2018   | Grande Premio Brasil Caixa de Atletismo | Bragança Paulista | H             |
| 22 août 2018     | Kamila Skolimowska Memorial             | Chorzów           | F             |

## Résultats

### Hommes
| Meeting           | Premier                  | Deuxième                 | Troisième                     |
| ----------------- | ------------------------ | ------------------------ | ----------------------------- |
| Osaka             | Pawel Fajdek 78,51 m     | Bence Halász 77,24 m     | Wojciech Nowicki 76,66 m      |
| Turku             | Wojciech Nowicki 79,41 m | Pawel Fajdek 78,86 m     | Ashraf Amgad el-Seify 77,04 m |
| Chorzów           | Wojciech Nowicki 80,63 m | Pawel Fajdek 80,04 m     | Dilshod Nazarov 78,18 m       |
| Šamorín           | Wojciech Nowicki 76,89 m | Pawel Fajdek 76,77 m     | Bence Halász 75,97 m          |
| Székesfehérvár    | Wojciech Nowicki 81,85 m | Pawel Fajdek 81,14 m     | Bence Halász 78,57 m          |
| Bragança Paulista | Dilshod Nazarov 75,18 m  | Serghei Marghiev 74,51 m | Pavel Bareisha 73,28 m        |

### Femmes
| Meeting        | Première                 | Deuxième                    | Troisième                   |
| -------------- | ------------------------ | --------------------------- | --------------------------- |
| Kingston       | DeAnna Price 76,27 m     | Gwen Berry 71,32 m          | Amanda Bingson 69,89 m      |
| Chorzów        | Gwen Berry 77,78 m       | Anita Włodarczyk 75,52 m    | Joanna Fiodorow 74,18 m     |
| Ostrava        | Anita Włodarczyk 76,43 m | Gwen Berry 74,21 m          | Alexandra Tavernier 73,97 m |
| Madrid         | Anita Włodarczyk 76,17 m | Joanna Fiodorow 73,46 m     | Alexandra Tavernier 72,68 m |
| Székesfehérvár | Anita Włodarczyk 74,63 m | Hanna Malyshik 73,02 m      | Malwina Kopron 71,94 m      |
| Chorzów        | Joanna Fiodorow 74,39 m  | Alexandra Tavernier 73,38 m | Hanna Skydan 73,21 m        |

## Classement général

### Hommes
Classement final des athlètes ayant 3 résultats ou plus : 
| Rang | Athlète               | Points | Compétitions |
| ---- | --------------------- | ------ | ------------ |
| 1    | Wojciech Nowicki      | 241,89 | 5            |
| 2    | Pawel Fajdek          | 240,04 | 5            |
| 3    | Bence Halász          | 232,46 | 5            |
| 4    | Dilshod Nazarov       | 230,55 | 5            |
| 5    | Marcel Lomnický       | 226,93 | 5            |
| 6    | Ashraf Amgad el-Seify | 226,46 | 3            |
| 7    | Pavel Bareisha        | 225,06 | 4            |
| 8    | Serghei Marghiev      | 224,93 | 4            |
| 9    | Nick Miller           | 221,69 | 4            |

### Femmes
Classement final des athlètes ayant 3 résultats ou plus : 
| Rang | Athlète             | Points | Compétitions |
| ---- | ------------------- | ------ | ------------ |
| 1    | Anita Wlodarczyk    | 228,12 | 4            |
| 2    | Gwen Berry          | 223,31 | 5            |
| 3    | Joanna Fiodorow     | 222,03 | 5            |
| 4    | Alexandra Tavernier | 221,44 | 4            |
| 5    | Malwina Kopron      | 217,41 | 5            |
| 6    | Hanna Malyshik      | 216,74 | 4            |
| 7    | Wang Zheng          | 215,37 | 3            |
| 8    | Hanna Skydan        | 213,46 | 5            |
| 9    | Réka Gyurátz        | 211,82 | 5            |